# Municipio de Mount Morris (Minnesota)
El municipio de Mount Morris (en inglés: Mount Morris Township) es un municipio ubicado en el condado de Morrison en el estado estadounidense de Minnesota. En el año 2010 tenía una población de 93 habitantes y una densidad poblacional de 1,2 personas por km².

## Geografía
El municipio de Mount Morris se encuentra ubicado en las coordenadas 45°57′16″N 93°47′50″O / 45.95444, -93.79722. Según la Oficina del Censo de los Estados Unidos, el municipio tiene una superficie total de 77.59 km², de la cual 77,56 km² corresponden a tierra firme y (0,04 %) 0,03 km² es agua.

## Demografía
Según el censo de 2010, había 93 personas residiendo en el municipio de Mount Morris. La densidad de población era de 1,2 hab./km². De los 93 habitantes, el municipio de Mount Morris estaba compuesto por el 100 % blancos. Del total de la población el 4,3 % eran hispanos o latinos de cualquier raza.